# José Hombrados
José Javier Hombrados Ibañez (født 7. april 1972 i Madrid, Spanien) er en spansk håndboldspiller, der til dagligt spiller som målmand for den tyske ligaklub HSG Wetzlar. Han har tidligere spillet for blandt andet ligarivalerne Ademar León, BM Ciudad Real. Han har vundet Champions League hele fire gange. 

## Landshold
Hombrados var en del af det spanske landshold, der blev verdensmestre i 2005 efter finalesejr over Kroatien.   